# فيضة البولية
فيضة البولية هي فيضة، في ناحية النخيب بقضاء الرطبة بمحافظة الأنبار بهضبة الوديان بالبادية العراقية غرب العراق.